# Alexandr Romanov
Alexandr Romanov (în rusă Александр Романов; n. 11 decembrie 1990, Comrat) este un luptător MMA moldovean, care concurează în prezent în divizia grea a Ultimate Fighting Championship (UFC).

## Biografie
S-a născut în orașul Comrat din RSS Moldovenească (actualmente Găgăuzia, R. Moldova). A început să se antreneze în lupte libere la vârsta de șapte ani. A făcut parte din mai multe echipe moldovenești care au participat în turnee mondiale (două de seniori și două de juniori) și europene (cinci la seniori, trei ca luptători din grupa de vârstă). Cel mai bun rezultat al său a fost o medalie de bronz la Campionatele Mondiale Universitare din 2016. Ultima sa performanță până în prezent a avut loc la Campionatele Europene de lupte din 2020, unde s-a clasat pe locul 12. A fost, de asemenea, de două ori medaliat cu bronz la campionatele United World Wrestling.

## Rezultate profesioniste (Arte marțiale mixte)
| Rezultate profesioniste |             |              |
| 23 meciuri              | 19 victorii | 3 înfrângeri |
| Prin knockout           | 6           | 1            |
| Prin predare            | 10          | 1            |
| La puncte               | 3           | 1            |
| Nu s-a disputat         | 1           | 1            |

| Rezultat   | La general | Adversar               | Metodă                                    | Eveniment                             | Data               | Runda | Timp | Locația                             | Note |
| ---------- | ---------- | ---------------------- | ----------------------------------------- | ------------------------------------- | ------------------ | ----- | ---- | ----------------------------------- | --- |
| NC         | 19–3 (1)   | Valentin Moldavsky     | NC (genunchi accidental la inghinal)      | PFL 7 (2025)                          | 27 iunie 2025      | 1     | 4:26 | Chicago, Illinois, Statele Unite    | 2025 PFL Heavyweight Tournament Semifinal. O lovitură accidentală de genunchi la inghinal l-a împiedicat pe Romanov să continue. |
| Victorie   | 19–3       | Timothy Johnson        | Supunere (guillotine choke)               | PFL 4 (2025)                          | 1 mai 2025         | 1     | 1:53 | Orlando, Florida, Statele Unite     | 2025 PFL Heavyweight Tournament Quarterfinal.                                                                                    |
| Victorie   | 18–3       | Rodrigo Nascimento     | Decizie (unanimă)                         | UFC Fight Night: Moreno vs. Albazi    | 2 noiembrie 2024   | 3     | 5:00 | Edmonton, Alberta, Canada           | |
| Înfrângere | 17–3       | Jailton Almeida        | Supunere (rear-naked choke)               | UFC 302                               | 01 iunie 2024      | 1     | 2:27 | Newark, New Jersey, Statele Unite   | |
| Victorie   | 17–2       | Blagoy Ivanov          | Decizie (unanimă)                         | UFC on ESPN: Strickland vs. Magomedov | 1 iulie 2023       | 3     | 5:00 | Las Vegas, Nevada, Statele Unite    | |
| Înfrângere | 16–2       | Alexander Volkov       | TKO (pumni)                               | UFC Fight Night: Yan vs. Dvalishvili  | 11 martie 2023     | 1     | 2:16 | Las Vegas, Nevada, Statele Unite    | |
| Înfrângere | 16–1       | Marcin Tybura          | Decizie (majoritară)                      | UFC 278                               | 20 august 2022     | 3     | 5:00 | Salt Lake City, Utah, Statele Unite | |
| Victorie   | 16–0       | Chase Sherman          | Supunere (keylock)                        | UFC on ESPN: Font vs. Vera            | 30 aprilie 2022    | 1     | 2:11 | Las Vegas, Nevada, Statele Unite    | |
| Victorie   | 15–0       | Jared Vanderaa         | TKO (pumni)                               | UFC Fight Night: Dern vs. Rodriguez   | 9 octombrie 2021   | 2     | 4:43 | Las Vegas, Nevada, Statele Unite    | |
| Victorie   | 14–0       | Juan Espino            | Decizie tehnică (divizată)                | UFC on ESPN: Whittaker vs. Gastelum   | 17 aprilie 2021    | 3     | 1:05 | Las Vegas, Statele Unite            | |
| Victorie   | 13–0       | Marcos Rogério de Lima | Supunere tehnică (sufocarea antebrațului) | UFC on ESPN: Santos vs. Teixeira      | 7 noiembrie 2020   | 1     | 4:48 | Las Vegas, Statele Unite            | Performanța serii. |
| Victorie   | 12–0       | Roque Martinez         | Supunere (sufocare braț-triunghi)         | UFC Fight Night: Waterson vs. Hill    | 12 septembrie 2020 | 2     | 4:22 | Las Vegas, Statele Unite            | |
| Victorie   | 11–0       | Sérgio Freitas         | TKO                                       | Eagles FC 11                          | 2019.02            | 1     | 2:28 | Chișinău, Moldova                   | |
| Victorie   | 10–0       | Sultan Murtazaliev     | TKO (lovituri)                            | Eagles FC 10                          | 2018.11            | 3     | 2:17 | Chișinău, Moldova                   | |
| Victorie   | 9–0        | Virgil Zwicker         | Supunere (manivela gâtului)               | S-70: Plotforma Cup 2018              | 22 august 2018     | 1     | 1:15 | Soci, Rusia                         | |
| Victorie   | 8–0        | Ion Grigore            | Supunere (sufocarea antebrațului)         | Eagles FC 9                           | 2018.05            | 1     | 3:54 | Chișinău, Moldova                   | Luptă deschisă. |
| Victorie   | 7–0        | Alexander Stoliarov    | TKO (lovituri)                            | Eagles FC 8                           | 2018.02            | 1     | 0:36 | Chișinău, Moldova                   | A câștigat Campionatul EFC la categoria grea.                                                                                    |
| Victorie   | 6–0        | Ravshankhon Khusanov   | TKO (lovituri)                            | Eagles FC 7                           | 2017.11            | 1     | 1:37 | Chișinău, Moldova                   | |
| Victorie   | 5–0        | Iuri Gorbenko          | Supunere (sufocarea antebrațului)         | Eagles FC 6                           | 2017.06            | 1     | 3:43 | Chișinău, Moldova                   | |
| Victorie   | 4–0        | Evgheni Golub          | TKO (lovituri)                            | Eagles FC 5                           | 2017.05            | 1     | 0:48 | Chișinău, Moldova                   | |
| Victorie   | 3–0        | Shota Betlemidze       | Supunere                                  | ProFC Ukraine: Brave Hearts           | 2017.04            | 1     | 4:56 | Nikolaev, Ucraina                   | |
| Victorie   | 2–0        | Andrei Burdiniuk       | Supunere (manivela gâtului)               | Eagles FC 4                           | 2017.02            | 3     | 0:43 | Chișinău, Moldova                   | |
| Victorie   | 1–0        | Iuri Protsenko         | Supunere                                  | Eagles FC 3                           | 2016.11            | 1     | 0:50 | Chișinău, Moldova                   | Debut în categoria grea. |

## Legături externe
- Profil la UFC